# Pukalus
Pukalus eller Pukalusjärvi (ryska:Ozero Pukalusyarvi) är en sjö i Finland och Ryssland. Den ligger i kommunen Villmanstrand i landskapet Södra Karelen, i den södra delen av Finland, 190 km öster om huvudstaden Helsingfors. Pukalus ligger 27,6 meter över havet. Arean är 1,81 kvadratkilometer och strandlinjen är 12,89 kilometer lång. Sjön  ingår i Vilajokis huvudavrinningsområde.  I omgivningarna runt Pukalus växer i huvudsak blandskog.
I övrigt finns följande i Pukalus:
- Vasikkosaari (en ö)
- Tiirokallio (en ö)